# Jozua (voornaam)
Jozua is een van oorsprong Hebreeuwse jongensnaam. De naam betekent God is zijn hulp, God redt of God, de Redder.
De Hebreeuwse naam voor Jozua is Jehosjoea. De latere, verkorte vorm Jesjoea van Jehosjoea was de naam van Jezus in het Hebreeuws. Jezus is Nederlandse uitspraak van de gelatiniseerde vorm van deze naam.
Afgeleide voornamen zijn: Joshua, Jozias en Jozka.